# Good Song
"Good Song" é uma canção escrita por Damon Albarn, Alex James e Dave Rowntree, gravada pela banda Blur.
É o terceiro single do sétimo álbum de estúdio lançado a 5 de Maio de 2003, Think Tank.

## Paradas
| Paradas (2003)                 | Posições |
| ------------------------------ | -------- |
| Reino Unido - UK Singles Chart | 22       |